# Cándido Casanueva
Cándido Casanueva y Gorjón (Pereña, 12 décembre 1881 - Madrid, 18 août 1947) est un notaire et homme politique espagnol.

## Biographie
Il entame sa carrière politique en tant que membre du Parti agrarien avec lequel il remporte un siège pour Salamanque, aux élections de 1923, 1931 et 1933. Par la suite, il adhère à la CEDA, et obtient à nouveau le même siège lors des élections de 1936.
Il occupe le portefeuille de la Justice entre le 6 mai et le 25 septembre 1935 dans le gouvernement que préside Alejandro Lerroux.
Après la guerre civile espagnole il participe aux pourparlers infructueux avec les monarchistes partisans de Juan de Bourbon qui ont lieu à la fin de 1944 avec l'ANFD pour mettre fin à la dictature du général Franco. C'est pour cela qu'il est arrêté dans la nuit du 21 au 22 décembre par la police franquiste avec d'autres personnes qui y ont participé, entre autres, le président de l'ANFD, le républicain Régulo Martínez.
Une de ses petites-filles, Magdalena Casanueva Camins, se marie avec l'homme politique espagnol José María Gil-Robles y Gil-Delgado.